# Thái Trác Nghi
Thái Trác Nghi (giản thể/phồn thể: 蔡卓宜; bính âm: Cài Zhuóyí; tiếng Anh: Joey Chua, sinh ngày 8 tháng 4 năm 1994) là nữ ca sĩ, diễn viên người Malaysia gốc Hoa, hoạt động tại Malaysia và Trung Quốc đại lục. Cô còn nổi tiếng ở Đài Loan và nhiều quốc gia khác, sở hữu biệt danh "cô gái dưỡng khí".
Trước khi ra mắt, Thái Trác Nghi là một chuyên gia trang điểm. Sau khi được phát hiện bởi Room 6 Music (六号星光), cô đã phát hành một số sản phẩm âm nhạc. Hiện cô là nghệ sĩ thuộc Maninquin Entertainment (麦尼肯娱乐).
Năm 2020, cô tham gia chương trình sống còn tìm kiếm nhóm nhạc nữ Trung Quốc Thanh xuân có bạn (mùa 2) của iQIYI.
Cộng đồng người hâm mộ (fandom) của Thái Trác Nghi mang tên 菜心 (bính âm: Cài Xīn; Hán-Việt: Thái Tâm; thuần Việt thường gọi: Bắp Cải), màu tiếp ứng là   (#9BE165).

## Sự nghiệp
Năm 2016, Thái Trác Nghi trở thành nghệ sĩ thuộc Room 6 Music. Sau khi ra mắt, cô tích cực phát triển về mọi mặt.
Năm 2017, cô trở thành người phát ngôn của thương hiệu trà Sunny Cha và người phát ngôn vô hình của Miacare. Trong cùng năm phát hành đĩa đơn đầu tiên "Cô gái dưỡng khí" 《氧气女孩》.
Năm 2018, cô tham gia hát bài hát "Không muốn người biến mất" 《不想你消失》trên MY FM - đài phát thanh tiếng Hoa hàng đầu Malaysia. Cùng năm đó, cô phát hành đĩa đơn "Tâm can bảo bối" 《心肝宝贝》.
Năm 2019, cô giành được nhiều giải thưởng.
Tháng 3 năm 2020, Thái Trác Nghi là một trong hai thực tập sinh người Malaysia tham gia chương trình Thanh xuân có bạn (mùa 2), người còn lại là Hoàng Hân Uyển (黄欣苑/Yennis Huang). Tháng 8 cùng năm, cô ra mắt đĩa đơn thứ 3 của mình. Một tháng sau, cô tham gia bộ phim Em là tâm sự ngọt ngào của anh với vai nữ chính.
Tháng 4 năm 2021, cô ra mắt đĩa đơn thứ 4 của mình.

## Tác phẩm âm nhạc tham gia

### Album
| Tựa đề                    | Thời điểm phát hành | Ngôn ngữ   | Công ty thu âm        |
| ------------------------- | ------------------- | ---------- | --------------------- |
| Cô gái dưỡng khí 氧气女孩 | 09/2018             | Quan thoại | Room 6 Music 六号星光 |

### Đĩa đơn
| Tên bài hát                                        | Sáng tác                                             | Thời điểm phát hành | Ghi chú |
| -------------------------------------------------- | ---------------------------------------------------- | ------------------- | ------- |
| "Cô gái dưỡng khí" 《氧气女孩》                    | Jimi Soo (蘇俊沅)                                    | 2017                |         |
| "Không muốn người biến mất" 《不想你消失》         |                                                      | 2018                |         |
| "Tâm can bảo bối" 《心肝宝贝》                     | Jimi Soo (蘇俊沅)                                    | 2019                |         |
| "Bye, đi thong thả" 《Bye 请慢走》                 | Lời: Gaston庞加斯顿 Nhạc: Krysta Youngs, Davy Nathan | 10/8/2020           | [ 8 ]   |
| "Xin lỗi, cho cả tôi và anh" 《对不起 送给我和你》 | Lời: Vương Hân Vũ, Thái Trác Nghi Nhạc: Vương Hân Vũ | 29/10/2020          |         |

### Thời gian tham gia "Thanh Xuân Có Bạn 2"
|              | Phần                                 | Thời điểm  | Tên bài hát                                        | Sáng tác                                                 | Nhóm                   | Nhóm                                                                       | Vị trí  |
| Tên nhóm     | Phần                                 | Thời điểm  | Tên bài hát                                        | Sáng tác                                                 | Cùng với               |                                                                            | Vị trí  |
| ------------ | ------------------------------------ | ---------- | -------------------------------------------------- | -------------------------------------------------------- | ---------------------- | -------------------------------------------------------------------------- | ------- |
| Tác phẩm mới | Ca khúc chủ đề                       |            | YES! OK!                                           | Lời: Tina Wang (王雅君) Nhạc: OBROS, ZOMAY, real-fantasy | Toàn thể thực tập sinh | Toàn thể thực tập sinh                                                     | Lớp D   |
| Tác phẩm mới | Ca khúc phúc lợi công cộng           | 01/02/2020 | Hãy để thế giới tràn đầy tình yêu 《让世界充满爱》 |                                                          | Toàn thể thực tập sinh | Toàn thể thực tập sinh                                                     |         |
| Tác phẩm mới | Công diễn 3: Đánh giá bài hát chủ đề | 07/05/2020 | Knock Knock 《敲敲》                               | Lời: Phàn Phàm (樊帆) Nhạc: Kako, Pop Time               | 敲敲7加7               | Trương Sở Hàn, Lâm Phàm, Lâm Tiểu Trạch, Mạc Hàn, Chu Lâm Vũ, Phó Như Kiều |         |
| Tác phẩm mới | Công diễn 4: Sân khấu kết hợp        |            | Chúc ngủ ngon + YES! OK! 《晚安歌+YES!OK!》        | Ella (陈嘉桦)                                            |                        | Ella Trần Gia Hoa, Dụ Ngôn, Tôn Nhuế, Trần Giác, Phó Như Kiều, Trương Ngọc |         |
| Thể hiện lại | Đánh giá đầu tiên                    | 14/03/2020 | Bất ngờ yêu anh 《莫名其妙爱上你》                 | Namewee (黄明志)                                         | Đơn ca                 | Đơn ca                                                                     |         |
| Thể hiện lại | Công diễn 1: Đánh giá vị trí         | 28/03/2020 | Bí mật của anh 《我的秘密》                        | Đặng Tử Kỳ (邓紫棋)                                      |                        | Đới Yến Ny, Từ Tử Nhân, Hoàng Tiểu Vân, Lưu Á Nam, Vương Tử Dư, Ngải Lâm   | Vocal   |
| Thể hiện lại | Công diễn 2: Đấu nhóm nhỏ            |            | Thập diện mai phục 2 《十面埋伏2》                 |                                                          |                        | Dụ Ngôn, Tằng Khả Ny, Từ Tử Nhân, Tống Chiêu Nghệ                          | Hát dẫn |
| Thể hiện lại | Đấu nhóm nhỏ - Phục thù              |            | R&B All Night                                      |                                                          |                        | Dụ Ngôn, Kim Tử Hàm, Lâm Tiểu Trạch, Mạc Hàn                               |         |

## Tác phẩm điện ảnh và truyền hình tham gia

### Phim truyền hình
| Năm  | Tựa đề                         | Tên tiếng Trung    | Vai              | Đạo diễn        | Bạn diễn        |
| ---- | ------------------------------ | ------------------ | ---------------- | --------------- | --------------- |
| 2021 | Em là tâm sự ngọt ngào của anh | 你是我最甜蜜的心事 | Đường Vy Vy      | Tạ Nghị Hàng    | Chu Dực Nhiên   |
| 2022 | Tình yêu từ 0 đến 1            | 从零到一的爱情     | Cảnh Tri Hạ      | Tằng Khánh Kiệt | Tiêu Khải Trung |
| 2023 | Toàn tư tấn tổ                 | 全資進組           | Triệu Uyển Khanh | Ba Thần Húc     |                 |

### Phim điện ảnh
| Năm  | Tựa đề                        | Vai                   | Đạo diễn               | Diễn viên khác                         |
| ---- | ----------------------------- | --------------------- | ---------------------- | -------------------------------------- |
| 2018 | Get Hard Tongkat Ali (软蕉族) | Tiểu Bối Bối (小贝贝) | Trần Vĩ Xương (陳偉昌) | Trương Kỳ Vĩ, Tăng Văn Vĩ, Lữ Ái Quỳnh |
| 2019 | Kịch bản sát (剧本杀)         |                       |                        |                                        |
| 2019 | Cửu vĩ hồ (九尾狐)            |                       |                        | Thần Diệc Nho, Hà Lam Đậu              |

### Chương trình giải trí
| Thời điểm               | Tên chương trình                          | Ghi chú            |
| ----------------------- | ----------------------------------------- | ------------------ |
|                         | Ba cô gái! Sợ cái gì? (三個女生！怕什麼?) | Thành viên cố định |
|                         | 校花校草                                  | Khách mời          |
|                         | Mỹ nữ trù thần (美女廚神)                 | Khách mời          |
| 12/03/2020 - 30/05/2020 | Thanh xuân có bạn (mùa 2)                 | Thực tập sinh      |
| 2020                    | Chút Gia Vị Cho Thanh Xuân                |                    |
| 2020                    | Let's Party                               | Khách mời          |

## Giải thưởng và đề cử
| Thời điểm  | Giải thưởng                                     | Hạng mục                         | Đề cử                          | Kết quả   | Nguồn  |
| ---------- | ----------------------------------------------- | -------------------------------- | ------------------------------ | --------- | ------ |
| 27/01/2019 | Neway K Awards 2018                             | Neway Top 5 Exclusive K Song     | "Tâm can bảo bối" 《心肝宝贝》 | Đoạt giải | [ 12 ] |
| 27/01/2019 | Neway K Awards 2018                             | My Favorite Outstanding Newcomer | —                              | Đoạt giải | [ 12 ] |
| 2019       | Global Chinese Golden Chart 2018 流行音乐全金榜 | Most popular newcomers           | —                              | Đề cử     | [ 13 ] |

## Đời tư
Vào năm 2016, Thái Trác Nghi đã kết hôn với bạn trai tên là Ivan Soh. Đầu năm 2019, hai người đã ly hôn vì các lý do cá nhân. Khi cô tham gia chương trình Thanh Xuân Có Bạn 2, vụ ly hôn đã bị nhiều cư dân mạng bới móc và chỉ trích với lý do là cô đã là người từng trải sao lại tham gia một chương trình dành cho giới trẻ. Trong buổi giới thiệu trong chương trình Thanh xuân có bạn 2, Thái Trác Nghi đã bật khóc khi chia sẻ về chuyện kết hôn và những lời chỉ trích, cô đã nói: "Mọi sự việc đều có lý do của nó. Em đang sống trong một thời đại mà internet phát triển, nhưng không hề sống trong những bình luận đó. Vì vậy em yêu bản thân, là chính mình và dũng cảm bước lên phía trước."